# Miguel Monteiro
Luís Miguel Brito Garcia Monteiro (Lisszabon, 1980. január 4. –)  portugál válogatott labdarúgó, jelenleg nincs klubcsapata.

## Pályafutása

### Klubcsapatokban
Pályafutását a Sporting (1994–1996) és az Estrela Amadora (1996–1999) utánpótláscsapatainál kezdte. Az Amadora felnőtt csapatában 1999. április 30-án mutatkozott be. Az 1999–2000-es szezont szintén az Amadora játékosa volt.
2000 nyarán a Benficahoz igazolt, ahol kezdetben jobbszélsőként majd jobb oldali védőként kapott szerepet a csapatban. A 2004–2005-ös bajnoki idényben 11 év után ismét bajnok lett a Benfica és ebből Miguel is kivette a részét. 2005 nyarán távozott és augusztusban aláírt a Valenciahoz. 2007 szeptemberében újabb ötéves szerződést kötött a klubbal. A Valencia színeiben elért legjobb eredménye a spanyol kupa megnyerése volt 2008-ban. A 2009–2010-es szezonban 25 mérkőzésen segítette csapatát, amely végül a harmadik helyet megszerezve bajnokok ligája selejtezőt érő helyen zárt.
2012. nyarán nem hosszabbított tovább és távozott.

### Macabi Tel Aviv
Jelenleg a Macabi Tel Aviv játékosa.

### Válogatottban
A portugál U21-es válogatottban 2000 és 2002 között 22 mérkőzésen lépett pályára és 4 gólt szerzett. A felnőtt csapatban 2003. február 12-én debütált egy Olaszország elleni barátságos mérkőzésen.
Bekerült a 2004-es Európa-bajnokság keretébe, ahol a portugálok hazai pályán elveszítették a döntőt Görögországgal szemben. Részt vett a 2006-os világbajnokságon, a 2008-as Eb-n és a 2010-es vb-n. 2010 szeptemberében bejelentette, hogy nem kíván többé a nemzeti csapatban szerepelni, amelyben 2003 és 2010 között 59 alkalommal szerepelt és 1 gólt szerzett.

## Díjak, címek

### Klubcsapatokban
Benfica
- Portugál bajnokság: 2004–05
- Portugál kupa: 2003–04, második hely; 2004–05
- Portugál szuperkupa: 2005

Valencia
- Spanyol kupa: 2008

### Válogatott
- Európa-bajnokság: Második helyezett: 2004

## Külső hivatkozások
- Statisztika a Zerozero honlapján
- national-football-teams.com
- Transfermarkt profil